# Austrian Open (теніс) 1975
Austrian Open  1975 - чоловічий і жіночий тенісний турнір, що проходив на відкритих кортах з ґрунтовим покриттям. Належав до турнірів категорії Grade B в рамках Commercial Union Assurance Grand Prix 1975. Відбувся на Tennis stadium Kitzbühel у Кіцбюелі (Австрія) і тривав з 7 липня до 13 липня 1975 року. Адріано Панатті і Сью Баркер здобули титул в одиночному розряді.

## Фінальна частина

### Одиночний розряд, чоловіки
Адріано Панатта —  Ян Кодеш 2–6, 6–2, 7–5, 6–4

### Одиночний розряд, жінки
Сью Баркер —  Пем Тігуарден 6–4, 6–4

### Парний розряд, чоловіки
Паоло Бертолуччі /  Адріано Панатті —   Патріс Домінгес /  Франсуа Жоффре 6–2, 6–2, 7–6

### Парний розряд, жінки
Сью Баркер /  Пем Тігуарден —  Фіорелла Боніселлі /  Ракель Хіскафре 6–4, 6–3